# 옷장

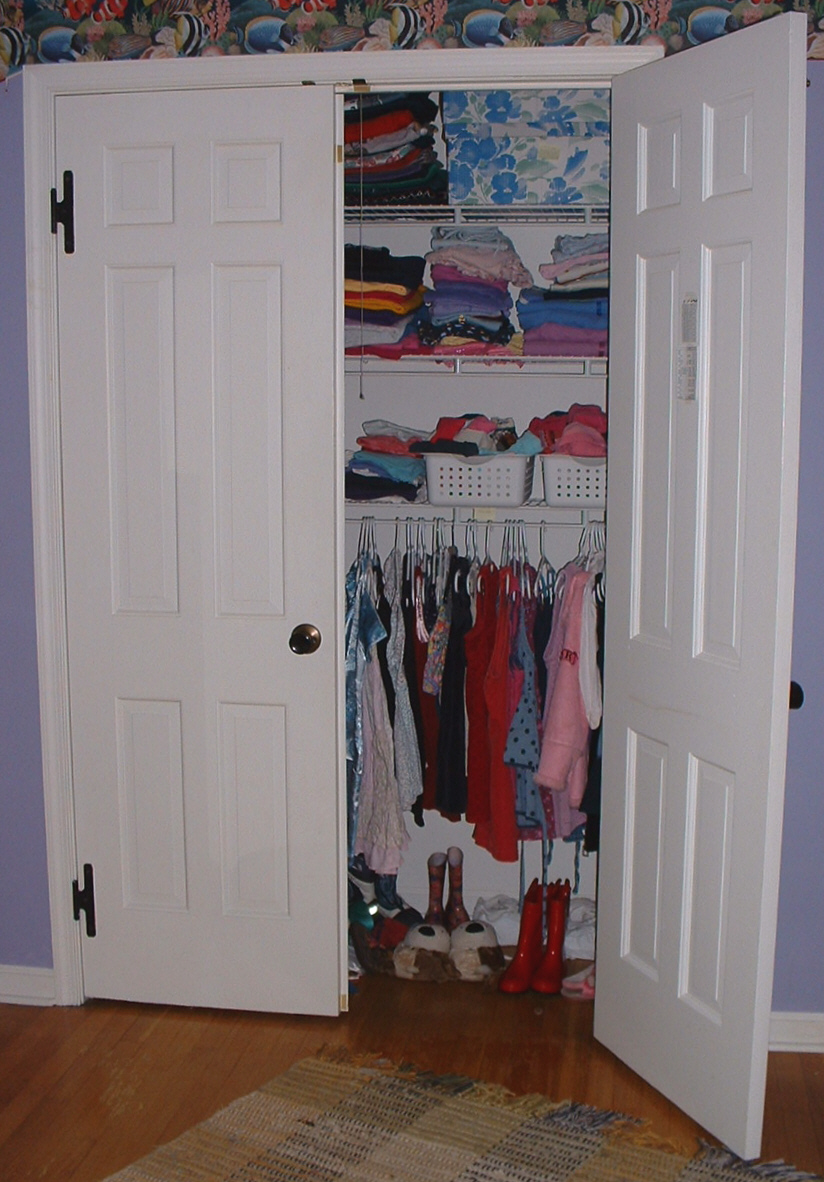
옷장

옷장(-欌)은 옷을 수납하기 위한 선반이다.

## 같이 보기
- 의걸이장
- 장롱